# Kasberget, Lemland
Kasberget är ett omkring 60 meter högt berg i byn Hellestorp i Lemlands kommun på Åland. Den 25 kilometer långa vandringslden Lemlandsleden passerar över berget. I en stenåker på bergstoppen finns ett stenröse som är 6 meter i diameter och 0,5 meter högt med grop i mitten.

## Havanna Mountain

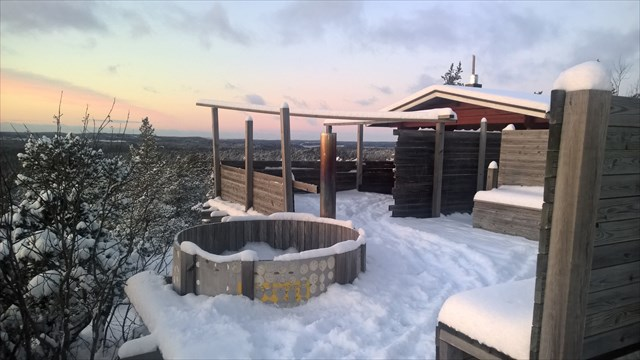
Vildmarksbad och bastu på turistanläggningen Havanna Mountain som verkade på Kasberget i början av 2000-talet.

Havanna Mountain var en turistanläggning på Kasberget i början av 2000-talet. Anläggningen bestod av dansbana, bastu, vildmarksbad, matservering och uthyrningsstugor. Efter en tids avtagande verksamhet såldes Havanna Mountain till slut år 2019.